# 12710 Breda
A 12710 Breda (ideiglenes jelöléssel 1990 VQ5) a Naprendszer kisbolygóövében található aszteroida. Eric Walter Elst fedezte fel 1990. november 15-én.